# محمد بن الحسن بن أبي الشوارب
محمد بن الحسن بن عبد الله بن علي بن محمد بن عبد الملك بن أبي الشوارب الملقب بـ أبو الحسن، كان فقيهًا مسلمًا من القرن العاشر وشغل منصب رئيس قاضي بغداد.

## سيرته
وُلِد محمد عام 904/5، وينتمي محمد إلى بنو أبي الشوارب من أحفاد محمد بن عبد الملك بن أبي الشوارب، وهي سلالة حنفية شرعيّة أنتجت في القرنين التاسع والحادي عشر 24 قاضيًا، بما في ذلك ثمانية قاضي قضاة للخلفاء العباسيين.
تم تعيين محمد رئيس قاضي مدينة المنصور والشرقية (غرب بغداد ، حيث توجد قصور الخلافة) من قبل الخليفة المستكفي في سبتمبر 944، بعد فترة وجيزة من توليه السلطة. في الوقت نفسه، شغل أبو عبد الله محمد بن عيسى منصب قاضي شرق بغداد. تم عزل محمد واعتقاله في 16 سبتمبر 945، كجزء من تطهير الخليفة من القضاة الفاسدين.
عندما أصبح المطيع خليفة في يناير 946، تم إعادته إلى منصبه، بصفته قاضي الشرقية والمدينتين المقدستين واليمن ومصر وجزء من سوريا ومحافظات ساقي الفرات وواسط وسامراء العراقية. تم فصله مرة أخرى في يناير/فبراير 947، وتوفي في نوفمبر/ديسمبر 958.
شغل شقيقه عبد الله منصب رئيس القضاة في 961-963.